# Flash (Barry Allen)
Barry Allen (pełne nazwisko Bartholomew Henry „Barry” Allen) – fikcyjna postać (superbohater), znana z serii komiksów wydawanych przez DC Comics. Jego twórcami byli scenarzyści Robert Kanigher i John Broome, oraz rysownik Carmine Infantino, pierwszy raz pojawił się w komiksie Showcase vol. 1 #4 (październik 1956). Nazwisko Barry Allen było kombinacją nazwisk popularnych prezentera radiowego i telewizyjnego, Barry’ego Graya i komika Steve’a Allena. Barry Allen jest jedną z wielu postaci komiksowych w publikacjach DC Comics, która posługuje się pseudonimem Flash. Przed nim posługiwał się nim Jay Garrick. To właśnie pojawienie się nowego wcielenia Flasha uznawane jest za początek Srebrnej Ery Komiksu (lata 50.-60. XX wieku). Podobnym posunięciem było zastąpienie oryginalnego Green Lanterna (Alana Scotta) nowym – Halem Jordanem. Historia Flash of Two Worlds! z magazynu The Flash vol. 1 #123 (wrzesień 1961) z udziałem Jaya Garricka (Flasha Złotej Ery) i Barry’ego Allena (Flasha Srebrnej Ery), stała u podstaw koncepcji multiwersum DC Comics.
Jest jednym z najbardziej znanych członków Justice League of America (JLA). Po śmierci w crossoverze Crisis on Infinite Earths, na ponad 23 lata zniknął z kart komiksów, a jego miejsce zajął Wally West (dawny Kid Flash). Został przywrócony dopiero przez Granta Morrisona w historii Final Crisis i odtąd regularnie gości w magazynach DC.
Barry Allen poza komiksem pojawiał się również w różnych adaptacjach bazujących na komiksach z jego udziałem. W serialu telewizyjnym Flash i powiązanych z nim trzech filmach telewizyjnych z lat 90. XX wieku, w postać Barry’ego Allena/Flasha wcielił się aktor John Wesley Shipp. W lipcu 2013 stacja The CW ogłosiła powstanie nowego serialu o przygodach Barry’ego Allena/Flasha (będący spin-offem serialu Arrow). Barry zadebiutował w ósmym odcinku (The Scientist) drugiego sezonu Arrow. W jego rolę wcielił się aktor Grant Gustin. Serial pojawił się z 2014. Filmowym odtwórca roli Barry’ego Allena w ramach DC Extended Universe został Ezra Miller. Wystąpił w filmach Batman v Superman: Świt Sprawiedliwości (2016), Legion Samobójców (2016) oraz Liga Sprawiedliwości (2017). Zapowiedziano także solowy film o Flashu.

## Życiorys
Syn Henry’ego i Nory Allen. Kiedy Barry był w wieku zaledwie jedenastu lat, jego matka została zamordowana, a on został adoptowany przez Joego Westa. Ojciec został niesłusznie oskarżony i skazany za morderstwo. Barry rozpoczął studia kryminalistyczne. Po ich ukończeniu został on policyjnym laborantem w fikcyjnym mieście Central City, gdzie ma reputację osoby roztrzepanej i spóźnialskiej.
Pewnej nocy, gdy naukowiec Harrison Wells uruchomiał akcelerator, Barry przygotowywał się do wyjścia z pracy. Niespodziewanie piorun uderzył w niego oraz w szafę z chemikaliami i rozlał je po całym ciele Allena. Barry leżał 9 miesięcy w śpiączce w szpitalu i gdy zaczął umierać pomoc zaproponował Harrison Wells. Zabrał Allena do STAR LABS, gdzie zajęli się nim Cisco Ramon i dr. Caitlin Snow. Gdy Barry się wybudził, zorientowali się, że reakcja  przyczyniła się do wykształcenia się u niego nadludzkiej szybkości (Speed Force). Dzięki temu został on samozwańczym stróżem prawa pod pseudonimem Flash.
Barry walczy z osobami takimi jak on – metaludźmi. Jego pierwszym przeciwnikiem był Clyde Mardon znany jako Weather Wizard. W sezonie pierwszym Barry walczy z Reverse Flashem (Eobardem Thawnem), który jest również mordercą jego matki. Podszywający się pod Harrisona Wellsa Thawne stracił prędkość i potrzebował Barry’ego do powrotu do swoich czasów. Podczas ostatecznej walki Eddie Thawne (chłopak Iris i przodek Eobarda) strzela do siebie, aby uratować Allena i pozostałych członków ekipy Flasha.

## Moce i umiejętności
Barry w wyniku wypadku w laboratorium zyskał zdolność poruszania się z nadludzką szybkością, nazywaną Mocą Szybkości (Speed Force), łamiącą prawa fizyki. Pozwala ona poruszać się z niemal prędkością światła, jak również sprawnie i szybko reagować. Barry może też kontrolować własne cząsteczki, wprowadzając je w wibracje, dzięki czemu może przechodzić przez obiekty stałe, może podróżować w czasie oraz do innych wymiarów, tworzyć aurę, pozwalającą uniknąć obrażeń podczas poruszania się z ogromna szybkością.
Barry Allen i jego następcy wyposażeni są w pierścień, w którym przechowywany jest skurczony kostium. W ten sposób Barry mógł zawsze mieć przy sobie kostium, na wypadek gdyby był potrzebny jako Flash. Po wciśnięciu guzika kostium był wystrzeliwany z pierścienia i automatycznie robił się większy.

## Wersje alternatywne
- W Batman: Mroczny Rycerz kontratakuje (The Dark Knight Strikes Again) autorstwa Franka Millera, pojawia się alternatywna wersja Barry’ego Allena/Flasha. W przyszłości, w której autorytarne rządy sprawują Lex Luthor i Brainiac, część superbohaterów została nim podporządkowana, gdyż złoczyńcy wzięli ich bliskich za zakładników (Barry musi wykonywać ich polecenia, gdyż jego ukochana Iris West znalazła się wśród nich). Luthor uczynił z Flasha tanie źródło prądu, które zasila większość wschodniego wybrzeża USA, poprzez jego nieustanny bieg w kole deptakowym, niczym chomik w klatce. W końcu zostaje uwolniony przez Catgirl (Carrie Kelly), pomocnicę Batmana i superbohatera o pseudonimie Atom. Carrie daje Barry’emu nowy czarny kostium, jednak w jego mniemaniu młodzież i tak nie odróżnia nic starego od klasycznego. Flash zostaje sojusznikiem Batmana.

## Adaptacje

### Seriale i filmy telewizyjne
- Legends of the Superheroes – reż. Chris Darley, Bill Carruthers (1979)
- Flash (The Flash) – twórcy Danny Bilson i Paul De Meo (1990–1991)
  - The Flash (pilot) – reż. Robert Iscove (1990)
  - The Flash II – zemsta Prestigiditatora (The Flash II: Revenge of the Trickster) – reż. Danny Bilson (1991)
  - Flash III: Deadly Nightshade – reż. Danny Bilson (1991)
- Justice League of America – reż. Félix Enríquez Alcalá, Lewis Teague (1997)
- Arrowverse
  - Arrow – twórcy Greg Berlanti, Marc Guggenheim, i Andrew Kreisberg (od 2012)
  - Flash (The Flash) – twórca Kevin Williamson (od 2014)
  - Supergirl – twórcy Ali Adler, Greg Berlanti, Andrew Kreisberg (od 2016)
  - Legends of Tomorrow – twórcy  Greg Berlanti, Marc Guggenheim, Phil Klemmer (2016–2017)

### Seriale animowane
- The Superman/Aquaman Hour of Adventure (1966-1969)
- Superfriends (1973-1986)
- Batman (The Batman) (2004–2008)
- Batman: Odważni i bezwzględni (Batman: The Brave and the Bold) (2008–2011)
- Liga Młodych (Young Justice) (2011-2013)
- Scooby Doo i... zgadnij kto? (Scooby-Doo and Guess Who?) odcinek: Błyskawiczne zagadki (One Minute Mysteries!) (2020)[8]

### Filmy animowane
- Liga Sprawiedliwych: Nowa granica (Justice League: The New Frontier) – reż. Dave Bullock (2008)
- Liga Sprawiedliwych: Zagłada (Justice League: Doom) – reż. Lauren Montgomery (2012)
- Justice League: The Flashpoint Paradox – reż. Jay Oliva (2013)
- Justice League: War – reż. Jay Oliva (2014)
- JLA Adventures: Trapped In Time – reż. Giancarlo Volpe (2014)
- Justice League: Throne of Atlantis – reż. Jay Oliva, Ethan Spaulding (2014)

### Gry komputerowe
- The Flash – na platformę: Game Boy (1991)
- The Flash – na platformę: Sega Master System, Game Boy (1993/1994)
- Justice League Task Force  – na platformy: SNES, Sega Mega Drive (1995)
- Mortal Kombat vs. DC Universe – na platformy: PlayStation 3 i Xbox 360 (2008)
- Batman: The Brave and the Bold – The Videogame – na platformy: Wii, Nintendo DS (2010)
- DC Universe Online – na platformy: PlayStation 3 i Microsoft Windows (2011)
- Lego Batman 2: DC Super Heroes – na platformy: PlayStation 3, PlayStation Vita, Wii, Xbox 360, Nintendo DS i Microsoft Windows (2012)
- Injustice: Gods Among Us – na platformy: Microsoft Windows, PlayStation 3, Xbox 360 i Wii U (2013)
- Infinite Crisis – na platformy: Microsoft Windows (2013)
- Lego Batman 3: Beyond Gotham – na platformy: PlayStation 3, PlayStation 4, PlayStation Vita, Xbox 360, Xbox One, Wii U, Nintendo 3DS, iOS, OS X i Microsoft Windows (2014)